# Courtelevant
Courtelevant est une commune française située dans le département du Territoire de Belfort, la région culturelle et historique de Franche-Comté et la région administrative Bourgogne-Franche-Comté.

## Géographie

### Localisation
La commune de Courtelevant se trouve dans le département du Territoire de Belfort, en région Bourgogne-Franche-Comté.
Elle se situe à 28,7 km par la route de Belfort, préfecture du département. La commune fait en outre partie du bassin de vie de Delle.
Les communes les plus proches sont : Florimont (1,1 km), Courcelles (2,1 km), Réchésy (2,7 km), Lepuix-Neuf (2,9 km), Faverois (3,4 km), Suarce (5,2 km), Joncherey (6,0 km), Delle (6,3 km).

### Climat
Pour des articles plus généraux, voir Climat de la Bourgogne-Franche-Comté et Climat du Territoire de Belfort.
En 2010, le climat de la commune est de type climat de montagne, selon une étude du Centre national de la recherche scientifique s'appuyant sur une série de données couvrant la période 1971-2000. En 2020, Météo-France publie une typologie des climats de la France métropolitaine dans laquelle la commune est dans une zone de transition entre le climat semi-continental et le climat de montagne et est dans la région climatique Vosges, caractérisée par une pluviométrie très élevée (1 500 à 2 000 mm/an) en toutes saisons et un hiver rude (moins de 1 °C).
Pour la période 1971-2000, la température annuelle moyenne est de 9,5 °C, avec une amplitude thermique annuelle de 17,4 °C. Le cumul annuel moyen de précipitations est de 1 097 mm, avec 11,3 jours de précipitations en janvier et 10,3 jours en juillet. Pour la période 1991-2020, la température moyenne annuelle observée sur la station météorologique de Météo-France la plus proche, « Joncherey », sur la commune de Joncherey à 6 km à vol d'oiseau, est de 10,5 °C et le cumul annuel moyen de précipitations est de 1 086,9 mm. 
La température maximale relevée sur cette station est de 39 °C, atteinte le 7 août 2015 ; la température minimale est de −25 °C, atteinte le 7 janvier 1985,,.
Les paramètres climatiques de la commune ont été estimés pour le milieu du siècle (2041-2070) selon différents scénarios d'émission de gaz à effet de serre à partir des nouvelles projections climatiques de référence DRIAS-2020. Ils sont consultables sur un site dédié publié par Météo-France en novembre 2022.

## Urbanisme

### Typologie
Au 1er janvier 2024, Courtelevant est catégorisée commune rurale à habitat dispersé, selon la nouvelle grille communale de densité à sept niveaux définie par l'Insee en 2022.
Elle est située hors unité urbaine et hors attraction des villes,.

### Occupation des sols
L'occupation des sols de la commune, telle qu'elle ressort de la base de données européenne d’occupation biophysique des sols Corine Land Cover (CLC), est marquée par l'importance des territoires agricoles (56,6 % en 2018), en diminution par rapport à 1990 (59,4 %). La répartition détaillée en 2018 est la suivante : 
forêts (36 %), terres arables (32,3 %), prairies (20,2 %), zones urbanisées (6,5 %), zones agricoles hétérogènes (4,1 %), eaux continentales (0,9 %). L'évolution de l’occupation des sols de la commune et de ses infrastructures peut être observée sur les différentes représentations cartographiques du territoire : la carte de Cassini (XVIIIe siècle), la carte d'état-major (1820-1866) et les cartes ou photos aériennes de l'IGN pour la période actuelle (1950 à aujourd'hui).

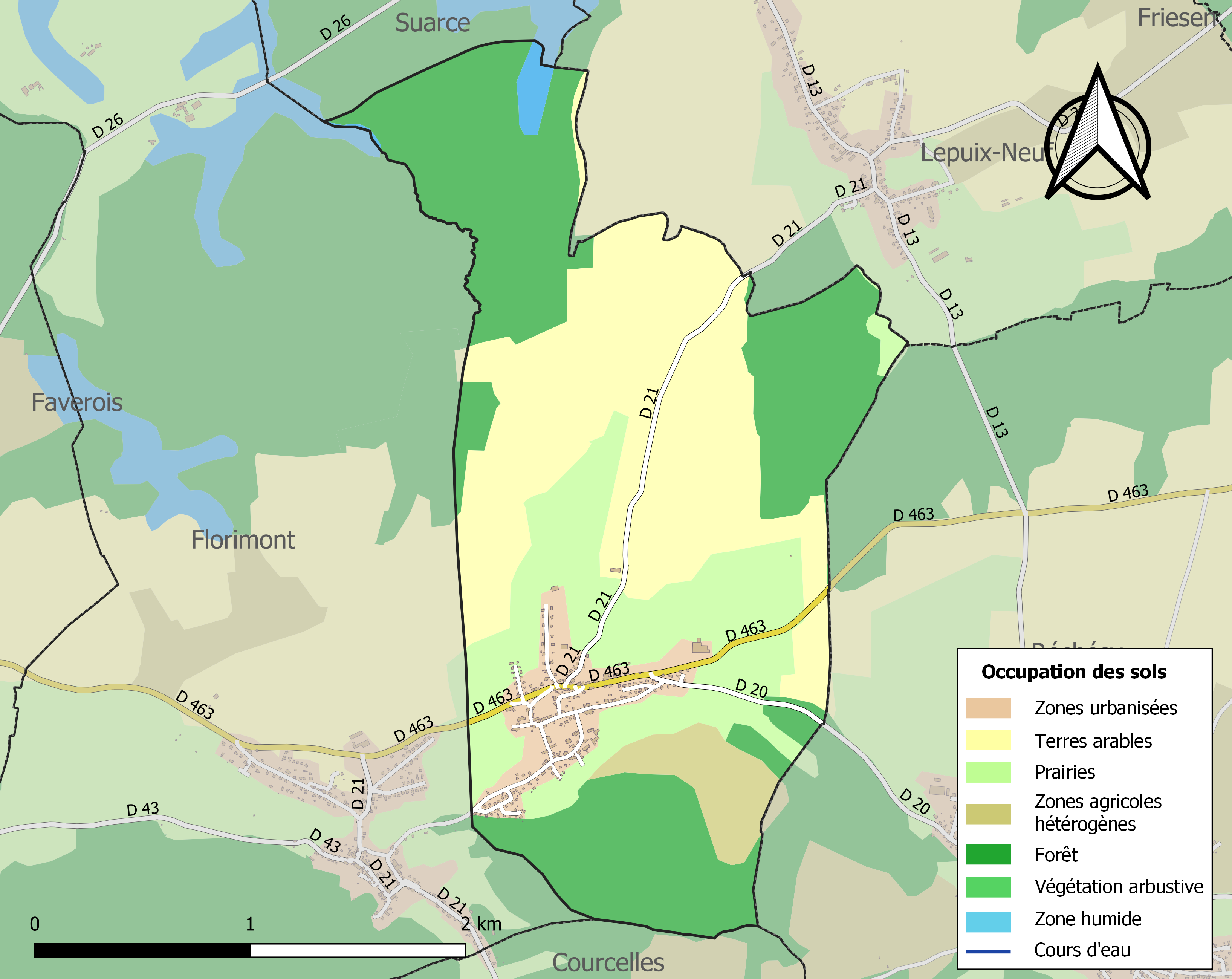
Carte des infrastructures et de l'occupation des sols de la commune en 2018 (CLC).

### Logement
| 1968 | 1975 | 1982 | 1990 | 1999 | 2007 | 2012 | 2017 |
| ---- | ---- | ---- | ---- | ---- | ---- | ---- | ---- |
| 70   | 95   | 112  | 120  | 134  | 158  | 183  | 195  |

En 2017, parmi ces logements : 93,2 % étaient des résidences principales, 1,4 % des résidences secondaires et 5,5 % des logements vacants. Ces logements étaient à 84,8 % des maisons individuelles et à 15,2 % des appartements.
La proportion des résidences principales, propriétés de leurs occupants était de 86,9 %, en hausse par rapport à 2007 (81,0 %).

## Toponymie
- Curati de Courteleuans (1294), Dom. Petri curati de Courteleuans (1295), Herbestorf (1303), Curteleuan (1313), Herpstorff (1576), Courtelvant (1793).
- En allemand : Hebsdorf[11].

## Histoire
La voie romaine qui reliait Mandeure à Augst, près de Bâle, passait sur le territoire de Courtelevant. Le nom du village viendrait du latin curtis accolé au nom d'homme germanique "Hilbung".
En 1262, Courtelevant possédait déjà une église. Pendant la période où Ferrette faisait partie des possessions autrichiennes, le village était connu sous son nom allemand de Herbsdorf (même étymologie que le nom français).[réf. nécessaire]
Au cours de la guerre de Trente Ans la contrée fut ravagée par les Suédois et Courtelevant était sur leur chemin. Le traité de Westphalie de 1648 consacra le rattachement de la région à la France.
Le moulin de Courtelevant (à 4 niveaux) est un témoin d'une activité qui était très répandue jusqu'au XIXe siècle : l'utilisation de la force de l'eau à l’aide d’une roue à augets de 5 mètres de diamètre pour faire tourner les meules d'un moulin à farine. Construit dans les années 1600, il est détruit par un incendie en 1855 et arrête sa production en 1882. En 1988, l’association des « amis du moulin » est créée pour la restauration, l’entretien et l’animation du lieu.  Il est maintenant aménagé en musée et présente au public différents aspects des techniques utilisées avant le grand développement industriel.

## Politique et administration

### Découpage territorial
La commune de Courtelevant est membre de la communauté de communes du Sud Territoire, un établissement public de coopération intercommunale (EPCI) à fiscalité propre créé le 21 décembre 1999 dont le siège est à Delle. Ce dernier est par ailleurs membre d'autres groupements intercommunaux.
Sur le plan administratif, elle est rattachée à l'arrondissement de Belfort, à la circonscription administrative de l'État du Territoire de Belfort et à la région Bourgogne-Franche-Comté.
Sur le plan électoral, elle dépend du  canton de Delle pour l'élection des conseillers départementaux, depuis le redécoupage cantonal de 2014 entré en vigueur en 2015, et de la deuxième circonscription de l'Aube  pour les élections législatives, depuis le dernier découpage électoral de 2010.

### Élections municipales et communautaires

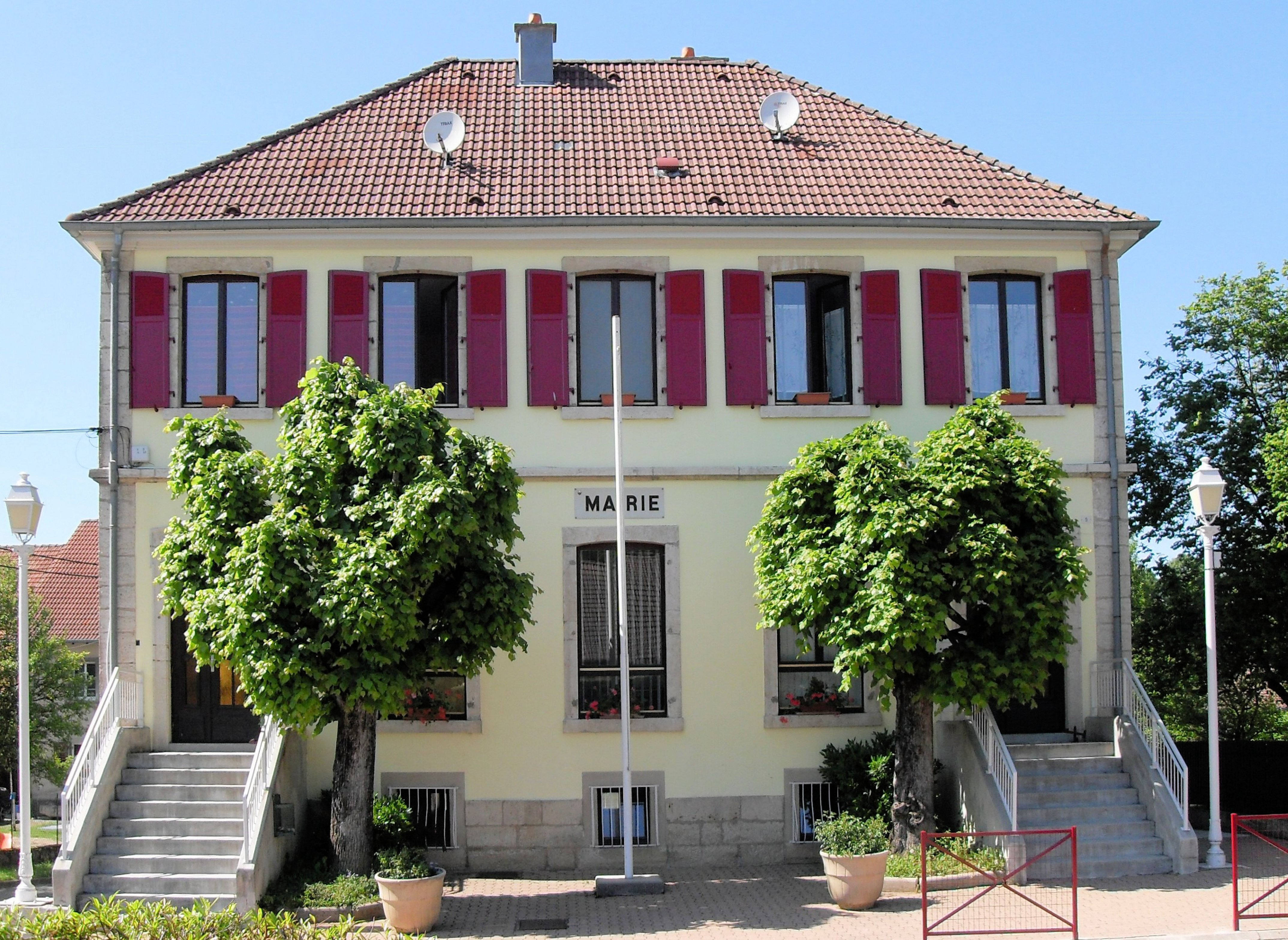
La mairie.

#### Élections de 2020
Le conseil municipal de Courtelevant, commune de moins de 1 000 habitants, est élu au scrutin majoritaire plurinominal à deux tours avec candidatures isolées ou groupées et possibilité de panachage. Le nombre d'habitants de la commune étant compris entre 100 et 499, le nombre de membres du conseil municipal est de 11. La totalité des onze candidats en lice est élue dès le premier tour, le 15 mars 2020, avec un taux de participation de 59,46 %.
Bernard Valkre est élu nouveau maire de la commune le 23 mai 2020,.
Dans les communes de moins de 1 000 habitants, les conseillers communautaires sont désignés parmi les conseillers municipaux élus en suivant l’ordre du tableau (maire, adjoints puis conseillers municipaux) et dans la limite du nombre de sièges attribués à la commune au sein du conseil communautaire. Un siège étant attribué à la commune au sein de la communauté de communes du Sud Territoire, c'est le maire qui représente la commune au conseil communautaire.

#### Liste des maires
| Période                                                | Période     | Identité                  | Étiquette | Qualité                                                  |
| ------------------------------------------------------ | ----------- | ------------------------- | --------- | -------------------------------------------------------- |
| Les données manquantes sont à compléter.               |             |                           |           |                                                          |
| 1791                                                   |             | Joseph Fleury (1752-1810) |           | Laboureur                                                |
| années 1790                                            |             | Donzé                     |           | Officier public                                          |
| années 1790                                            |             | Jean Pierre Rheyne        |           | Officier public                                          |
| années 1790                                            |             | Etienne Bouvet            |           | Officier public                                          |
| années 1790                                            |             | Jean Pierre Fleury        |           | Officier public, agent municipal                         |
| années 1790                                            |             | Jean Claude Maillard      |           | Officier public                                          |
| fin années 1790 / début années 1800                    |             | Antoine Carillon          |           | peut être géomètre arpenteur, cultivateur                |
| 1820                                                   |             | Henri Fleury (1775-1836)  |           | Lieutenant d'Artillerie Chevalier de la Légion d'Honneur |
| années 1830 (recensement 1836)                         |             | Joseph Fleury (1770 - ?)  |           | Laboureur                                                |
| années 1840 (recensement 1841)                         |             | Joseph Marion             |           | Meunier                                                  |
| années 1840                                            |             | Pierre Joseph Fleury      |           | Cultivateur                                              |
| fin années 1840 / début années 1850 (recensement 1851) |             | Antoine Cordonnier        |           | Cultivateur propriétaire                                 |
| années 1850 (recensement 1856)                         |             | Pierre Eugène Rheyne      |           |                                                          |
| années 1860                                            |             | Henri Fleury (1821-1872)  |           | Cultivateur propriétaire                                 |
| années 1870                                            |             | Joseph Gros               |           |                                                          |
| années 1880 - 1890                                     |             | Hubert Cordonnier         |           |                                                          |
| mai 1900                                               |             | Henri Marion              |           |                                                          |
| 1927                                                   |             | Joseph Graber             |           | Fermier                                                  |
| 1930, 1933 - ...                                       |             | Albert Altenbach          |           | Agent d'assurance; liquidateur judiciaire                |
| avant 1995                                             |             | Robert Reguillot          | PS        |                                                          |
| 2014                                                   | 23 mai 2020 | Daniel Frery              |           |                                                          |
| 23 mai 2020                                            | En cours    | Bernard Valkre            |           |                                                          |

### Jumelages
Au 16 mars 2021, Courtelevant n'est jumelée avec aucune commune

## Population et société

### Démographie
L'évolution du nombre d'habitants est connue à travers les recensements de la population effectués dans la commune depuis 1793. Pour les communes de moins de 10 000 habitants, une enquête de recensement portant sur toute la population est réalisée tous les cinq ans, les populations de référence des années intermédiaires étant quant à elles estimées par interpolation ou extrapolation. Pour la commune, le premier recensement exhaustif entrant dans le cadre du nouveau dispositif a été réalisé en 2004.

En 2022, la commune comptait 375 habitants, en évolution de −13,59 % par rapport à 2016 (Territoire de Belfort : −2,78 %, France hors Mayotte : +2,11 %).
| 1793 | 1800 | 1806 | 1821 | 1831 | 1836 | 1841 | 1846 | 1851 |
| ---- | ---- | ---- | ---- | ---- | ---- | ---- | ---- | ---- |
| 259  | 304  | 324  | 357  | 377  | 371  | 375  | 392  | 354  |

| 1856 | 1861 | 1866 | 1872 | 1876 | 1881 | 1886 | 1891 | 1896 |
| ---- | ---- | ---- | ---- | ---- | ---- | ---- | ---- | ---- |
| 301  | 311  | 366  | 322  | 295  | 312  | 307  | 310  | 268  |

| 1901 | 1906 | 1911 | 1921 | 1926 | 1931 | 1936 | 1946 | 1954 |
| ---- | ---- | ---- | ---- | ---- | ---- | ---- | ---- | ---- |
| 262  | 244  | 265  | 197  | 194  | 190  | 195  | 208  | 212  |

| 1962 | 1968 | 1975 | 1982 | 1990 | 1999 | 2004 | 2006 | 2009 |
| ---- | ---- | ---- | ---- | ---- | ---- | ---- | ---- | ---- |
| 229  | 217  | 294  | 337  | 353  | 375  | 373  | 371  | 434  |

| 2014 | 2019 | 2022 | - | - | - | - | - | - |
| ---- | ---- | ---- | - | - | - | - | - | - |
| 419  | 388  | 375  | - | - | - | - | - | - |

## Culture locale et patrimoine

L'église et son clocher en bâtière.

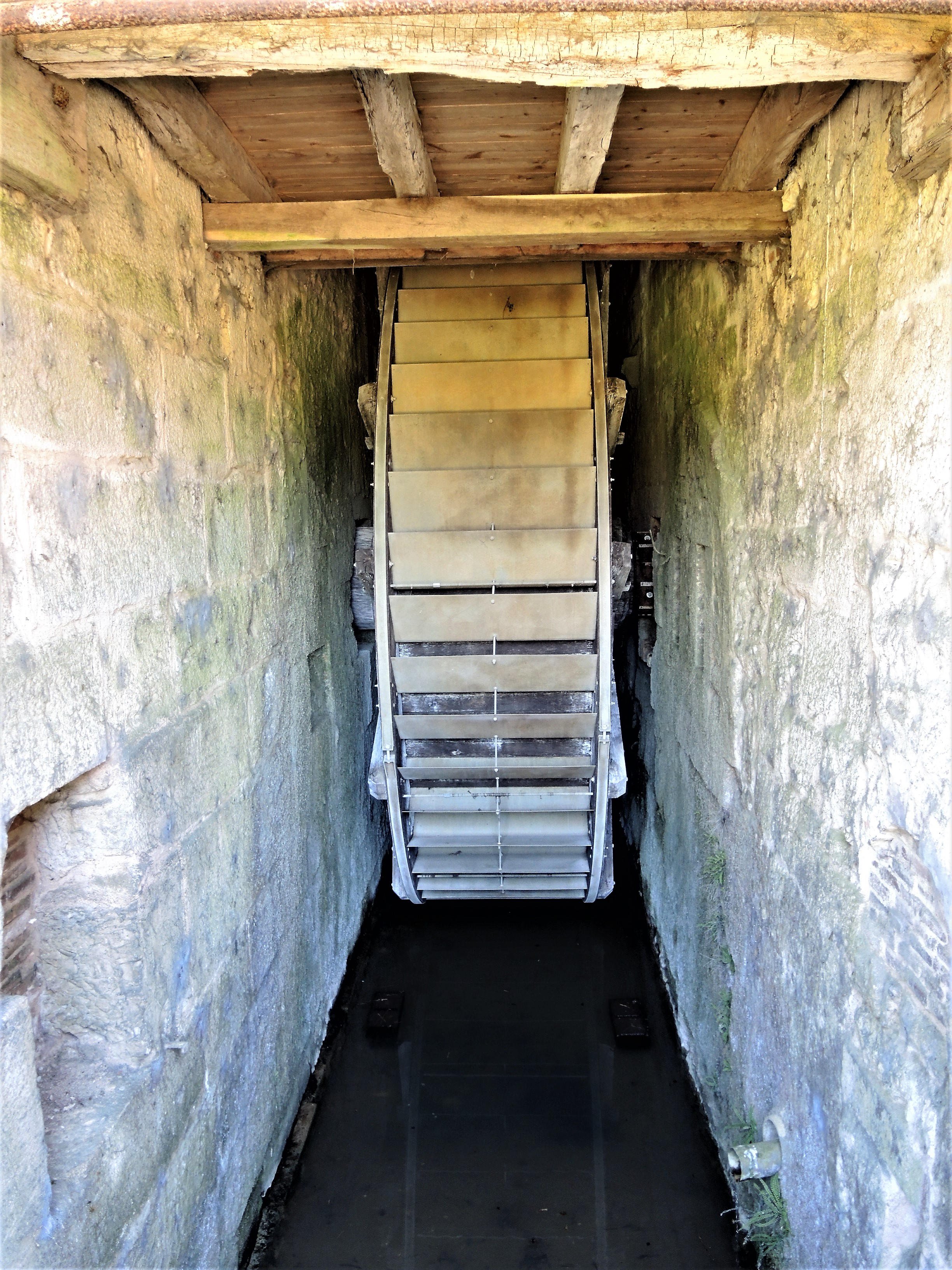
Roue à aubes du moulin de Courtelevant.

### Lieux et monuments
- L'église Saint-Étienne, restaurée en 1812.
- Le moulin de Courtelevant (ou « moulin Marion »), moulin à eau alimenté par la Vendeline, inscrit aux monuments historiques[28].

### Personnalités liées à la commune
- Alexandre Voisard (1930-2024), écrivain suisse, a vécu sur la commune.

## Pour approfondir